# スタジオポノック
株式会社スタジオポノック（英: STUDIO PONOC, inc.）は、日本のアニメ制作会社。

## 概要
2015年4月15日、制作部の解散によってスタジオジブリを退社したプロデューサーの西村義明が、同じくジブリを退社した米林宏昌の新作映画を作るために設立。
「ポノック」という名前は、クロアチア語で「深夜0時」を意味するponoćに由来し、新たな一日のはじまりの意味が込められている。
2014年末、宮崎駿監督の引退宣言によってそのままの体制を維持することが難しくなったスタジオジブリが制作部門を解散。西村は、米アカデミー賞への出席でアメリカでの『ベイマックス』のドン・ホール監督やディズニー（当時）のジョン・ラセターたちの存在に感銘を受けた一方、「日本で宮崎駿、高畑勲、鈴木敏夫の3人の映画作りの考え方や姿勢をこの先誰が引き継ぐのか?」という焦りを感じた。また「ジブリが一番」と思う一方でその制作部が無くなるという空しさもあった。そこで「ジブリの血を引いた作品を作ろう」と決意し、米林にまだ映画を作りたい意思があることを確認すると、新スタジオを立ち上げることを決めた。高畑勲監督は生前、スタジオジブリの制作部門解散後に「スタジオポノックは長編アニメーションのひとつの牙城になるかもしれません」と遺している。
2017年7月、スタジオ長編映画第一作品となる『メアリと魔女の花』が公開。スタジオジブリ作品で活躍してきたクリエイターやスタッフが多数参加し、興行収入約33億円のヒットを収めた。海外でも150か国地域以上で公開され、話題を呼んだ。ジブリの制作部門解体後、ジブリを離れてバラバラになったクリエイターたちに西村が頭を下げて再結集してもらったことで、作品にはスタジオジブリのカラーが色濃く残ることになった。しかし、ポノックはスタジオジブリのメンバーや技術、志は引き継いだが、ブランドを受け継いではいない。宮崎吾朗監督からは「ジブリの冠無しには資金やスタッフを集めるのもヒットさせるのも至難の業だ」と言われたが、西村はその理由を「ジブリは高畑勲監督と宮崎駿監督の映画を作るためのスタジオであり、彼らが作らないと言ったら続けることはできないし、ジブリというブランドには興味がない」と説明している。加えて、「ただ、ジブリがそれまで築き上げてきた映画作りの志が消えてしまうこと、一本の映画で世界を変えうると信じる作り手たちの映画が作られなくなることは嫌だった」とも語っている。
翌年の2018年8月に、スタジオポノック初となる短編アンソロジー『ちいさな英雄-カニとタマゴと透明人間-』を劇場公開。米林宏昌監督『カニーニとカニーノ』、百瀬義行監督『サムライエッグ』、山下明彦監督『透明人間』の3篇からなる短篇集である。
2019年6月のアヌシー国際アニメーション映画祭では『ちいさな英雄-カニとタマゴと透明人間-』が公式上映され、西村プロデューサーは長編アニメーションコンペティション部門の審査員を担当した。また、同映画祭にて、オリンピック文化遺産財団との共同制作『Tomorrow’s Leaves』の制作を発表し、2021年に短編を発表。作品はOFCHの記念博物館に収蔵されている。
2022年夏にスタジオポノックの長編映画2作品目にあたる『屋根裏のラジャー』が公開予定だったが、制作の遅延により公開延期を発表し、2023年12月15日劇場公開となった。翌年のアヌシー国際アニメーション映画祭で長編アニメーションコンペティション部門にて上映。
2017年2月に宮崎駿がジブリの長編映画の制作に復帰したことを受け、2023年7月14日に公開された『君たちはどう生きるか』において、西村は協力製作という形で9年ぶりにジブリ作品に関わった。

## 作品

### 劇場アニメ
| 公開年 | タイトル                             | 監督     | 原作       | 備考 |
| ------ | ------------------------------------ | -------- | ---------- | ---- |
| 2017年 | メアリと魔女の花                     | 米林宏昌 | 児童文学   | 長編 |
| 2018年 | ちいさな英雄-カニとタマゴと透明人間- | 米林宏昌 | オリジナル | 短編 |
| 2018年 | ちいさな英雄-カニとタマゴと透明人間- | 百瀬義行 | オリジナル | 短編 |
| 2018年 | ちいさな英雄-カニとタマゴと透明人間- | 山下明彦 | オリジナル | 短編 |
| 2023年 | 屋根裏のラジャー                     | 百瀬義行 | 児童文学   | 長編 |

### 制作協力
| 年     | タイトル             | 制作元請       | 備考 |
| ------ | -------------------- | -------------- | ---- |
| 2023年 | 君たちはどう生きるか | スタジオジブリ | 長編 |

### その他
| 年     | タイトル                             | 媒体             |
| ------ | ------------------------------------ | ---------------- |
| 2015年 | JR西日本2015年夏のキャンペーンCM     | TVCM             |
| 2016年 | 2016年滋賀県観光誘致ポスター         | ポスター         |
| 2019年 | よみとく10分シリーズ（表紙イラスト） | 児童書           |
| 2021年 | Tomorrow’s Leaves                    | オリンピック短編 |